# Заречье (Коми)
 Заречье — деревня в Усть-Вымском районе Республики Коми в составе сельского поселения  Кожмудор. 

## География
Расположена на левобережье Вычегды на расстоянии примерно 2 км по прямой от районного центра села Айкино на юго-восток.  

## История
Известна с 1916 года как деревня Ватоись с 22 дворами. В 1926 году здесь было учтено 22 двора и 98 жителей, в 1939 120 жителей. С 1954 года деревня называется Заречье. Население составляло 76 человек (1959), 85 (1970), 36 (1989), 13 (1995).

## Население
Постоянное население  составляло 10 человек (коми 90%) в 2002 году, 5 в 2010 .